# WOCS
クリティカルソフトウェアワークショップ(WOCS2: Workshop Of Critical Software System)は、独立行政法人宇宙航空研究開発機構（JAXA）が始め、第7回から独立行政法人情報処理推進機構（IPA）が共催するワークショップである。
JAXAの持っている技術を広く普及させることと、JAXAが利用するシステムの市場等における技術状況を確認することの二つの面がある。
IPAが共催するようになってからは、作業標準、セキュリティなどIPAの強みを活かして、より産業界に近い、現実にすぐに利用できるような面が強くなっている。

## 第二回
- 開催日：平成15年3月17日(月) ・3月18日(火)
- 場所：NASDA 筑波宇宙センター      茨城県つくば市千現2-1-1
- 大西淳　立命館大学・教授 高信頼性ソフトウェアと要求仕様化技術
- 横森 励士, 山本 哲男, 松下 誠, 楠本 真二, 井上 克郎 利用実績に基づくソフトウェア部品検索システムSPARS-J

## 第四回
- 井上 克郎，松本 健一，鳥居 宏次，“実証的ソフトウェア工学環境とEASEプロジェクトについて，” クリティカルソフトウェアワークショップ2004，March 2004.
- 肥後芳樹, 神谷年洋, 楠本真二, 井上克郎, "コードクローン解析に基づくリファクタリング支援", 第4回 クリティカルソフトウェアワークショップ（WOCS）予稿集, pp.13-14, 2005年1月.

## 第五回
- 開催日：2005年1月27日（木）28日（金）
- 場所：宇宙航空研究開発機構　筑波宇宙センター　総合開発推進棟１階
- テーマ：　モデル検証、モデルベース開発、V&V、テスト、プロセス改善
- 基調講演：Alan Davis （Colorado Univ）
- 鶴保征城　IPA ソフトウェアエンジニアリングセンター所長 「“ものづくり”としての高品質なソフトウェア開発を目指して」
- 肥後芳樹, 楠本真二, 井上克郎, "コードクローン分析ツール Gemini を用いたコードクローン分析手順", 第5回 クリティカルソフトウェアワークショップ（WOCS）予稿集, pp.211-218, 2005年11月.